# Salvador Fidalgo
Salvador Fidalgo y Lopegarcía (Seo de Urgel, Cataluña, 6 de agosto de 1756 - Tacubaya, Nueva España, 27 de septiembre de 1803) fue un marino español del siglo XVIII, recordado por haber realizado varios viajes de exploración en la Costa Noroeste de América del Norte (costas de la actual Alaska y Columbia Británica).

## Biografía

### Inicios de carrera
Salvador Fidalgo nació en la Seo de Urgel (actual provincia de Lérida), España, siendo heredero de una familia noble navarra. Ingresó en la Armada Española como guardiamarina en el Real Colegio de Guardiamarinas de Cádiz. Se graduó en 1775, con el rango de alférez de fragata.
Fue elegido para ser miembro del equipo de cartógrafos de Vicente Tofiño, trabajando durante la década de 1780 en el primer atlas de los puertos de España y sus aguas costeras. Sirvió en diversas tareas en el Mediterráneo y entró en acción contra los británicos y portugueses. En 1778 fue ascendido a teniente de navío y fue asignado a la estación naval española de San Blas, en la costa del Pacífico del actual México.

### Expedición de Fidalgo de 1790

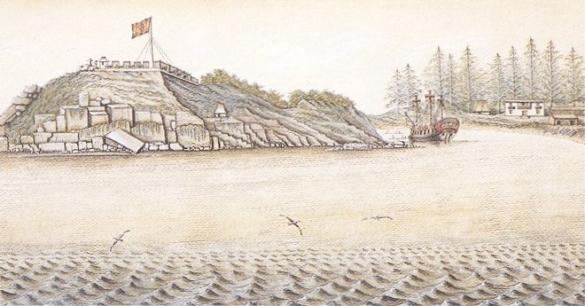
Fuerte español de san Miguel en Nutca, 1793.

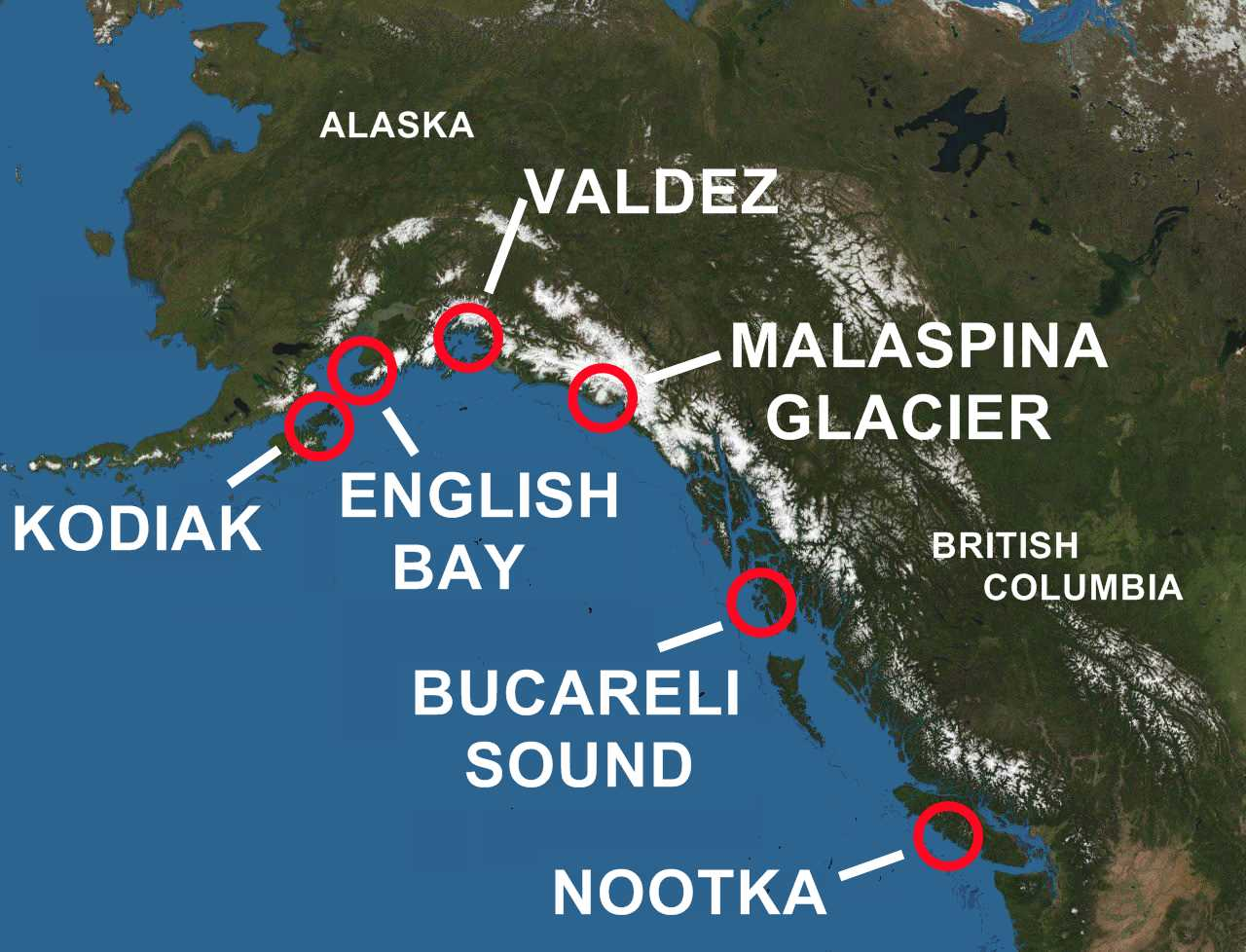
Localización de los lugares de contacto españoles en el Pacífico Noroeste

Ya desde 1774, los españoles habían reanudado las expediciones de exploración de la costa del Pacífico Noroeste con el objetivo de reafirmar su soberanía y descubrir posibles asentamientos de comerciantes rusos de pieles, dados los crecientes rumores sobre esos comerciantes en las costas de la actual Alaska. Destacados oficiales habían dirigido varias expediciones —Pérez Hernández (1774), Heceta y de la Bodega y Quadra (1775), Arteaga y de la Bodega y Quadra (1779) y Martínez y López de Haro (1788)—, encontrando a los rusos solo en 1788. Alertados porque pensaban que Rusia quería establecerse de forma permanente en el Nootka Sound (una abrigada bahía en la isla de Nutca, una pequeña isla costera de la costa occidental de la isla de Vancouver), los españoles mandaron nuevamente a Martínez y Haro en 1789 para tomarlo preventivamente y fundar allí un puesto, San Lorenzo de Nootka, que se convertiría en el más septentrional de la Nueva España. Al año siguiente enviaron tres barcos más para fundar un fuerte, el fuerte de San Miguel, donde quedó establecida una pequeña guarnición
En 1790, bajo la dirección de Juan Vicente de Güemes, segundo conde de Revillagigedo, entonces virrey de la Nueva España, Fidalgo fue enviado a San Lorenzo de Nootka. El 5 de mayo de 1790, Fidalgo zarpó con el San Carlos de Nutca rumbo al Prince William Sound y al Cook Inlet, en las costas alaskeñas, y algunas semanas más tarde, ancló frente a la actual Cordova. La expedición no encontró signos de la presencia rusa y negoció con nativos de la zona. El 3 de junio desembarcaron en la costa del actual Orca Inlet, y, en una ceremonia solemne, Fidalgo erigieron una gran cruz de madera, reafirmado la soberanía española y nombrando la zona como Puerto Córdova. Fidalgo continuó a lo largo de la costa de Alaska, hasta alcanzar punta Gravina, donde celebró otra ceremonia de reafirmación de la soberanía española. El 15 de junio descubrieron un puerto, al que llamaron Puerto Valdez, en honor de Antonio Valdés, entonces Ministro de la Armada Española.
El 4 de julio la expedición hizo su primer contacto con los rusos, en la costa suroeste de la península de Kenai, que Fidalgo llamó Puerto Revillagigedo. La expedición siguió adelante y encontró el principal asentamiento ruso de la época en la isla de Kodiak, en la actual bahía Tres Santos. Fidalgo recibió a los rusos a bordo de su barco, y luego, el 5 de julio de 1790, llevó a cabo otra ceremonia de soberanía cerca del puesto avanzado ruso de Alexandrovsk (hoy bahía Inglés o Nanwalek), al suroeste de la actual ciudad de Anchorage, en la península de Kenai.
Fidalgo llevó a la expedición de regreso a San Blas, llegando el 15 de noviembre de 1790.

### El asentamiento en bahía Neah (1792)
En 1792 Salvador Fidalgo fue asignado a establecer un puesto español en bahía Neah (el nombre de entonces en español era el de Bahía de Núñez Gaona), en la costa sudoeste del estrecho de Juan de Fuca, en el actual estado de Washington. Llegó de San Blas en la corbeta La Princesa el 28 de mayo de 1792. El puesto pronto fue despejado de vegetación y clareado para disponer un jardín, un cercado para el ganado (vacas, ovejas, cerdos y cabras), y una empalizada con una pequeña guarnición.
El puesto fue establecido durante las negociaciones entre España y Gran Bretaña a raíz de la crisis de Nutca que culminaron en la Convención de Nutca. No estaba claro si el puesto español en el Nootka Sound debería de ser cedido a los británicos y la labor de Fidalgo en bahía Neah era preparar una posible reubicación del puesto español en Nutca.
Más tarde, durante el otoño de 1792 se produjo un conflicto entre los makah, nativos de bahía Neah, y los españoles. El segundo al mando de Fidalgo, el piloto Antonio Serantes, fue asesinado y en represalia, Fidalgo ordenó un ataque a los makah, causando muchas bajas. Por esta acción Fidalgo fue reprendido después por sus superiores. El puesto de bahía Neah fue abandonado y Fidalgo fue llamado al Nootka Sound.

### Últimos años
En 1794 Fidalgo fue ascendido a capitán de fragata. En 1795 navegó a la Argentina para entregar documentos diplomáticos. En 1801 reprimió una rebelión de nativos americanos en la isla del Tiburón, en el golfo de California.
Salvador Fidalgo murió el 27 de septiembre de 1803 en Tacubaya, cerca de la Ciudad de México.

## Reconocimientos
La isla Fidalgo, una pequeña isla de solamente 106,68 km² cerca del estrecho de Puget, fue nombrada en su honor.